# Гебриды (клопы)
Гебриды (лат. Hebridae) — семейство полужесткокрылых из подотряда клопов.

## Описание
У полнокрылых форм щиток свободный, не покрытый пластинчатым выростом заднего края переднеспинки. Клавус надкрылий перепончатый, перепоночка без жилок.

## Экология
Живут на берегах водоёмов и на водной растительности, на болотах и на влажных мхах. Клопы — хищники.

## Систематика
В современной фауне 9 родов и 221 вид:
- Подсемейство Hebrinae
  - Hebrometra
  - Hebrus
  - Lipogomphus
  - Merragata
  - †Miohebrus
  - Neotimasius
  - †Stenohebrus
  - †Palaeohebrus
  - Timasius
- Подсемейство Hyrcaninae
  - Hyrcanus